# Wilkiea smithii
Wilkiea smithii är en tvåhjärtbladig växtart som beskrevs av Whiffin. Wilkiea smithii ingår i släktet Wilkiea och familjen Monimiaceae. Inga underarter finns listade i Catalogue of Life.